# هاريت أميليا فولسوم
هاريت أميليا فولسوم يونغ (23 أغسطس 1838 - 11 ديسمبر 1910) كانت رائدة وواحدة من أوائل أعضاء كنيسة يسوع المسيح لقديسي الأيام الأخيرة، بالإضافة إلى كونها شخصية ثقافية وسياسية في مدينة سولت ليك سيتي بولاية يوتا. كانت عازفة بيانو ومطربة ماهرة، والزوجة الخامسة والخمسين لبريغهام يونغ، الرئيس الثاني للكنيسة.

## نشأتها
ولدت فولسوم في مدينة بوفالو بولاية نيويورك في 23 أغسطس 1838. كانت ابنة وليام هاريسون فولسوم وزرفيا إليزا كلارك، وكانت أكبر أولادهما الثمانية. عمل والدها مهندسًا معماريًا ومقاولًا متعاقدًا مع الكنيسة وصمم العديد من المباني التاريخية في يوتا، بما في ذلك مجلس مدينة سولت ليك، وكنيسة بروفو، ومعبد مانتي يوتا. انضمت عائلتها للكنيسة في عام 1841 وانتقلت إلى ناوفو بولاية إلينوي في عام 1846. بعد طردهم من ولاية إلينوي مع بقية القديسين، عاشت العائلة في كيوكوك وكاونسل بلوفس بولاية آيوا، حيث عمل ويليام فولسوم مقاولًا.
انتقلت عائلة فولسوم إلى إقليم يوتا مع فريق جوزيف دبليو. يونغ للمهاجرين، حيث وصلوا في 3 أكتوبر 1860. كرئيس للكنيسة، كان بريغهام يونغ غالبًا ما يخرج للترحيب بقوافل العربات التي تصل إلى الوادي، وأصبح على دراية بهاريت أميليا عند وصول فريقها. قيل أن لقائهم كان «حبًا من النظرة الأولى»، وانخرطا في مرحلة المحبة التي استمرت لمدة تقريبية عامين. خطب الاثنان في أغسطس من عام 1862.
تزوجت فولسوم من بريغهام يونغ في 24 يناير 1863 في مدينة سولت ليك بولاية يوتا. بعد زواجها من يونغ، بدأت فولسوم في استخدام الاسم «أميليا» بدلًا من «هاريت»، إذ كان هناك زوجتان لدى يونغ تحملان اسم هاريت. قبل زواجه من أميليا، كثيرًا ما أكد يونغ على الأسس الروحية لمذهب الزواج المتعدد، وعلى الدور المتناقص للجذب الجنسي في العلاقات المتعددة. مع ذلك، يوضح زواجه من فولسوم أن الجذب كان له دور في علاقتهما، إذ وصف كثيرون العلاقة بينهما بأنها «زواج مبني على الحب». رغم عدم ولادة أميليا ليونغ أي أطفال، إلا أن الانجذاب بينهما بقي راسخًا. رغم الشائعات والجدل الذي أثير بشأن علاقتها بيونغ، أصبحت فولسوم بسرعة رفيقة يونغ الأنثوية البارزة، وظلت كذلك طوال بقية حياته. غالبًا ما رافقت يونغ في جولاته إلى المستوطنات المورمونية الأخرى، فضلًا عن الفعاليات والتجمعات في مدينة سولت ليك.
بعد وفاة يونغ، حافظت فولسوم على علاقات جيدة مع زوجات يونغ الأخريات وأبنائه، وقالت:
«كنا جميعًا أعضاء في نفس الأسرة وعاملنا بعضنا البعض على هذا النحو. كنت مستعدة للتضحية بأي شيء من أجل زوجات الرئيس يونغ الباقيات، ونظرتهن تجاهي، وأعتقد أنهن بادلنني الشي نفسه... لا يمكنني القول إن يونغ فضل إحدانا على الأخرى. كان لطيفًا ومنتبهًا على قدم المساواة تجاه الجميع في حياته، وترك لكل زوجة إرثًا متساويًا... ليس هناك سبب لمَ لا يمكن أن يكون الزواج التعددي سعيدًا مثل الزواج العادي، إذا تم دخوله بفهم»
كانت فولسوم حذرة جدًا في شؤونها الشخصية، خصوصًا فيما يتعلق بزواجها من يونغ. منحت مقابلة لصحفي مرة واحدة فقط في حياتها: يوجين تروغبر في صحيفة سولت ليك تريبيون، بعد أربعة عشر عامًا من وفاة يونغ. وصفها تروغبر بأنها «طويلة ورشيقة البنية، رصينة ولائقة في تصرفاتها وحسنة في الحوار».